# Fotografisk Center
Fotografisk Center (grundlagt 1996) er en selvejende institution der tidligere lå i Carlsberg Byen i København. Centrets opgave er at vise udstillinger med og informere om fotografi. Man har bl.a lavet udstillinger med Josef Koudelka, Sally Mann, Man Ray, Viggo Rivad, Christer Strömholm, Lars Tunbjörk, Bruce Gilden og en række unge fotografer fra ind- og udland.
Galleriet er 500 m2. I forbindelse med galleriet har Fotografisk Center etableret en boghandel specialiseret i fotografi. 
Fotografisk Center har i lokalerne oprettet Det Digitale Rum, der fungerer som digitalt mørkekammer og værksted på betalingsbasis.